# Мауріціо Мальвестіті
Маурі́ціо Мальвесті́ті (італ. Maurizio Malvestiti; нар. 25 серпня 1953, Марни) — єпископ римо-католицької єпархії Лоді. Він був призначений на цю посаду 26 серпня 2014 року, замінивши Джузеппе Мерізі.

## Біографія
Мауріціо Мальвестіті народився в селі Марни в 1953 році. Навчався в семінарії Бергамо і був рукоположений у священники. У 1977 році він продовжив богословську освіту в Римі, а також удосконалював своє знання французької та англійської мов. 
З 1978 по 1994 рік викладав у семінарії Бергамо. У 1994 — 2009 роках він був офіційним представником в Конгрегації у справах Східних Церков. 19 червня 2009 року, став молодшим секретарем зборів. Був особистим секретарем трьох префектів, кардиналів Акілле Сільвестріні, Ігнатія Мусса Дауда і Леонардо Сандрі.
26 серпня 2014 року папа Франциск призначив його єпископом Лоді. Він був рукоположений 11 жовтня 2014 року кардиналом Леонардо Сандрі в базиліці Святого Петра.

## Галерея

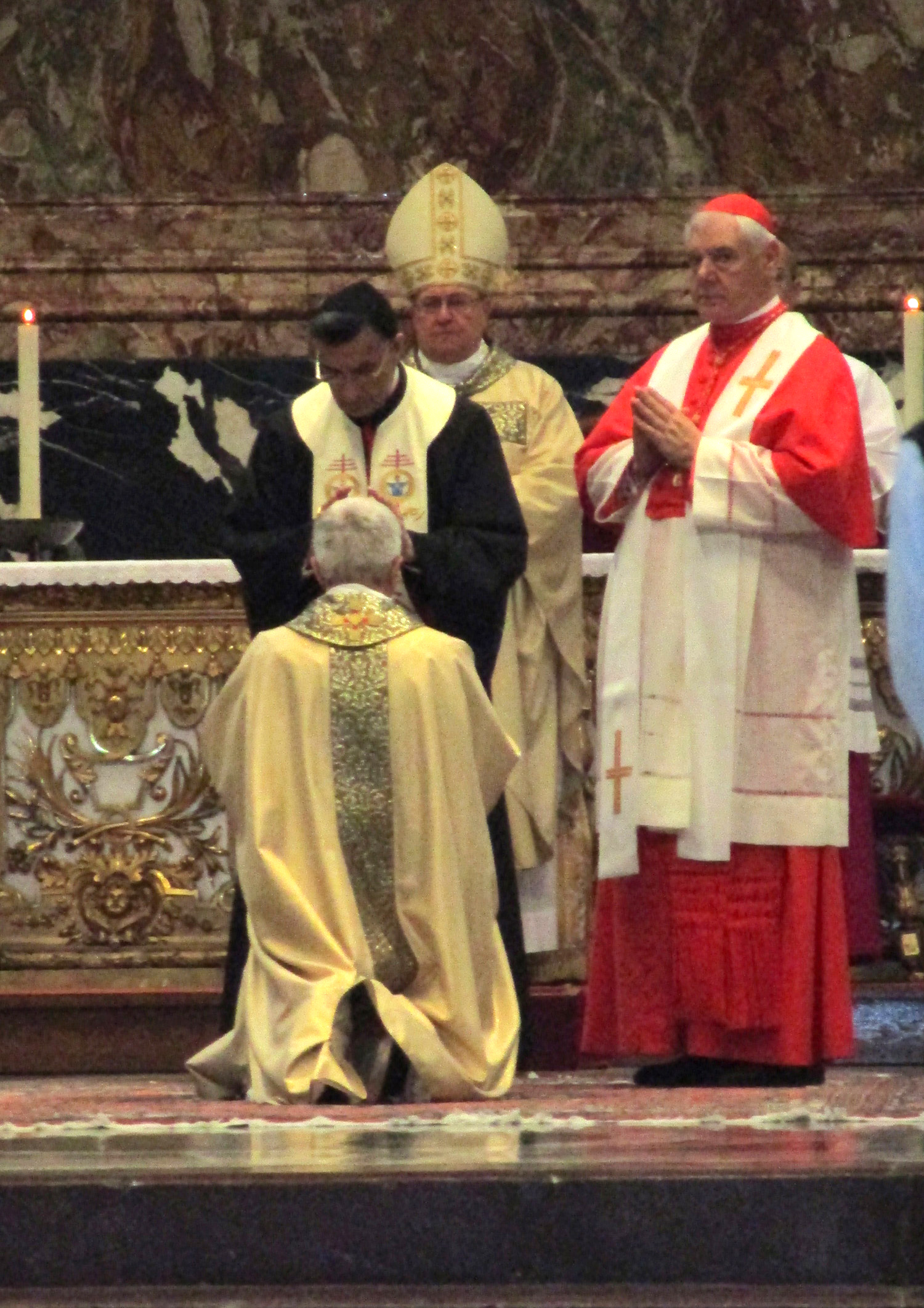
Мароніт Патріарх Бешар Бутрос Раи під час єпископського висвячення на батька Мауріціо, 11 жовтня 2014 року. Поряд Кардинали Сандрі и Мюллер.
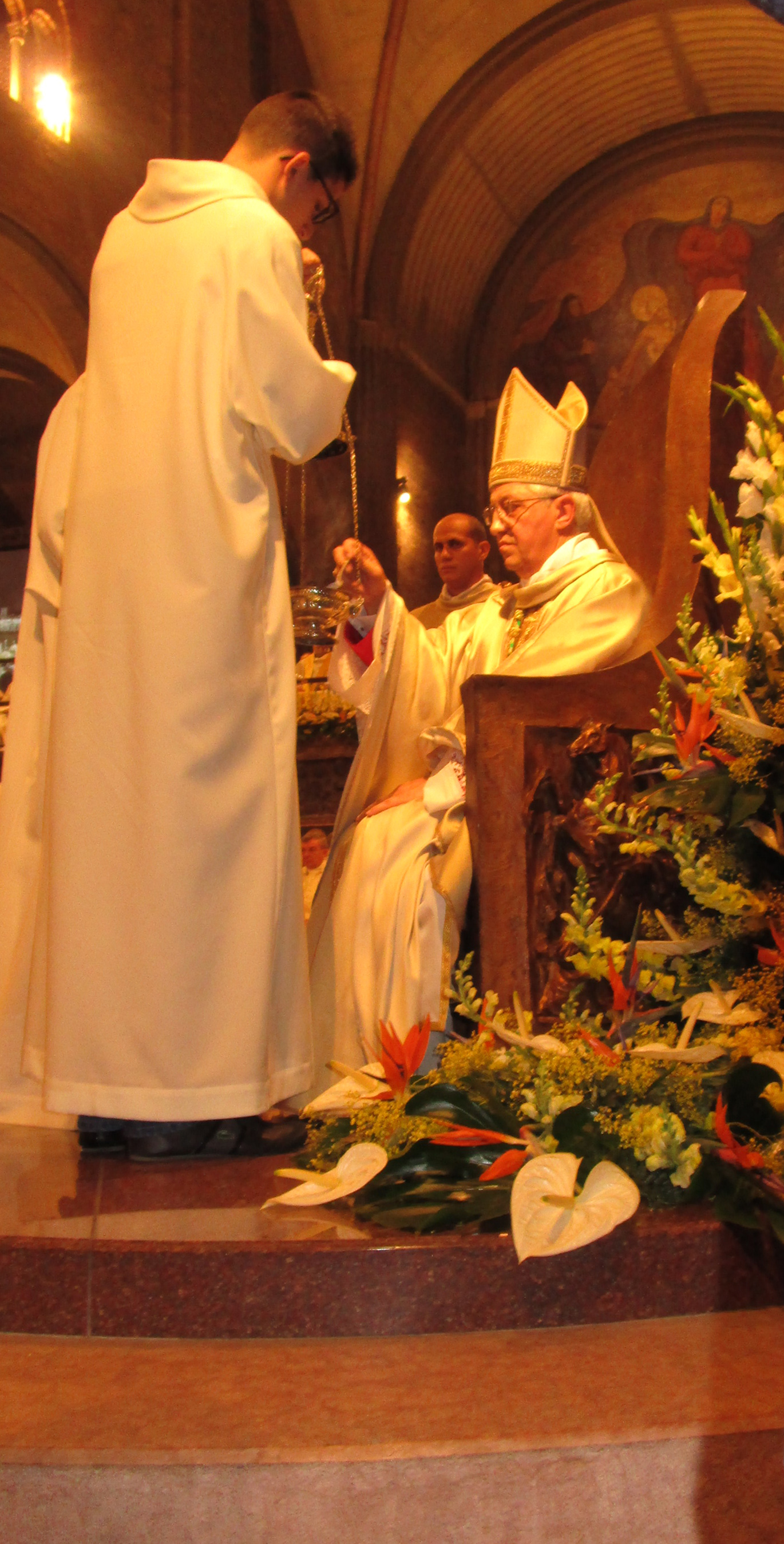
Єпископ Мальвестіті тільки що затверджений на єпархії в Лоді, 26 жовтня 2014 року.